# シボレー・C/K
シボレー・C/K（Chevrolet C/K ）はアメリカの自動車メーカー、ゼネラルモーターズがシボレーブランドで販売していたフルサイズピックアップトラックである。

## 解説
1960年モデルで登場。長らくフォード・Fシリーズとともにアメリカを代表するピックアップトラックとして親しまれた。Cシリーズが後輪駆動のモデル、Kシリーズが四輪駆動のモデルであった。姉妹車としてGMC・C/Kシリーズがあった。1999年に後継のシボレー・シルバラードに交代。ベッドの後の「CHEVROLET」の大きな文字が特徴的である。

## 歴史

### 初代（1960年～1966年）
丸みを帯びたボディが特徴。直列6気筒、V型6気筒、V型8気筒の3種のエンジンが搭載された。

### 2代目（1967年～1972年）
全長が長くなり大型化。多種のエンジンを搭載。1969年モデルで、これをベースにしたK5ブレイザーが登場。

### 3代目（1973年～1987年）
15年に渡って生産されたロングセラーモデル。アメリカでは、現在でもたまに見かけることができる。また、ディーゼル車も登場。1981年モデルでフェイスリフトし、丸型2灯ヘッドライトから角型4灯ヘッドライトに変わる。

### 4代目（1988年～1999年）
丸みを帯びたそれまでのスタイルから、直線的なスタイルに変更。フェイスリフトで、「シェビートラックマスク」ともいわれる、力強いフロントマスクが付けられ、日本でもファンの中では人気が高い。4ドアのアクセスキャブ仕様も登場。次期モデルは、グレード名であったシルバラードに車名変更した。